# الشديدة (الخرج)
الشديدة، هي قرية من فئة (أ) تقع في محافظة الخرج، والتابعة لمنطقة الرياض في السعودية. وتبعد الشديدة عن محافظة الخرج بمسافة تقارب (100) كم.